# Kapreomycyna
Kapreomycyna (łac. capreomycinum) – wielofunkcyjny organiczny związek chemiczny z grupy cyklicznych polipeptydów, bakteriostatyczny antybiotyk polipeptydowy, stosowany w leczeniu gruźlicy.

## Mechanizm działania
Kapreomycyna jest antybiotykiem bakteriostatycznym izolowanym ze Streptomyces capreolus. Wykazuje działanie przeciwko prątkom gruźlicy (Mycobacterium tuberculosis) oraz prątkom atypowym Mycobacterium bovis, Mycobacterium kansasii i Mycobacterium avium complex. Kapreomycyna nie wchłania się z przewodu pokarmowego.

## Zastosowanie
- gruźlica lekooporna[5]
- mykobakterioza[5]

Kapreomycyna znajduje się na wzorcowej liście podstawowych leków Światowej Organizacji Zdrowia (WHO Model Lists of Essential Medicines) (2015). 
Kapreomycyna nie jest dopuszczona do obrotu w Polsce (2016).

## Działania niepożądane
Kapreomycyna może powodować następujące istotne działania niepożądane:
- nefrotoksyczność,
- ototoksyczność,
- hiperbilirubinemia,
- nadwrażliwość,
- zmiana obrazu krwinek białych (leukopenia, leukocytoza, eozynofilia > 5%)